# Myślenie polityczne
Myślenie polityczne - termin ten używany jest do określenia procesów myślowych tych sfer życia społecznego, które dotyczą życia politycznego.

## Przejawy myślenia politycznego
Formułowanie sądów:
- Diagnostycznych ─ dotyczących sytuacji politycznej i odpowiadających na pytanie jak wygląda dana sytuacja, jakie są tego przyczyny i konsekwencje.
- Wyjaśniających ─ ma na celu określenie dlaczego dana sytuacja zaistniała, jakie są jej przyczyny i kto za to odpowiada.
- Prognostycznych ─ odpowiada na pytania związane z przyszłością rozwoju danej sytuacji.
- Oceniających ─ ma na celu wyrażenie opinii na temat danej sytuacji.
- Normatycznych ─ ma na celu odpowiedź na pytanie: jak powinno być?

Myślenie polityczne nie jest tylko formułowaniem sądów. Podstawową funkcją procesów przetwarzania informacji w umyśle jest kształtowanie obrazu danego obszaru rzeczywistości.